# Джерети, Питер Лео
Питер Лео Джерети (англ. Peter Leo Gerety; 19 июля 1912, Шелтон, США — 20 сентября 2016, Тотова, США) — американский прелат. Титулярный епископ Крепедулы и коадъютор Портленда с 4 марта 1966 по 18 февраля 1967. Апостольский администратор Портленда с 18 февраля 1967 по 15 сентября 1969. Епископ Портленда с 15 сентября 1969 по 2 апреля 1974. Архиепископ Ньюарка с 2 апреля 1974 по 3 июня 1986.